# Metrópole de Niceia
A metrópole de Niceia (em grego: Μητρόπολις Νικαίας) foi uma província eclesiástica (desde meados do século IV um bispado metropolita) do Patriarcado de Constantinopla na cidade de Niceia na província da Bitínia (atual Iznik, na Turquia). Uma sé prestigiosa devido sua proximidade com a capital bizantina, Constantinopla, e a localização de dois concílios ecumênicos em 325 e 787, a sé metropolitana de Niceia permaneceu importante até sua conquista pelos turcos otomanos em 1331. O elemento cristão na diocese diminuiu rapidamente depois disso, com a fuga da população grega e a islamização da restante. Como resultado, a sede da diocese foi movida para Cio. A metrópole permaneceu ativa até a troca da população entre Grécia e Turquia nos anos 1920. Permaneceu uma sé titular do Patriarcado de Constantinopla bem como, desde meados do século XV, um arcebispado titular da Igreja Católica.

## História
Niceia foi uma importante e próspera cidade na Antiguidade Tardia, e sua igreja local floresceu como resultado. o Primeiro Concílio Ecumênico foi realizado na cidade em 325, e sob o imperador Valente (r. 364–378), a sé local foi removida da alçada da vizinha e rival Nicomédia e elevada ao estatuto de uma metrópole separada. No século V, tomou três sufragâneas da jurisdição de Nicomédia, e mais tarde seis. Em 787, um segundo concílio ecumênico (o sétimo) foi realizado ali, terminando o primeiro período da iconoclastia. Na Notitiae Episcopatuum dos séculos VIII ao XV, Niceia firmemente ocupou a oitava posição nas sés metropolitanas sujeitas ao Patriarcado de Constantinopla.
A cidade permaneceu importante por todo o período bizantino médio (séculos VII-XII). Após a rebelião de Nicéforo Melisseno, seus aliados turcos capturaram a cidade em 1081, e ela tornou-se a primeira capital do Sultanato de Rum dos seljúcidas até sua recuperação pela Primeira Cruzada em 1097. Após a captura de Constantinopla e o estabelecimento do Império Latino pela Quarta Cruzada (1204), a cidade tornou-se capital do Império de Niceia, e a sede do Patriarcado de Constantinopla em exílio até a reconquista de Constantinopla em 1261. Entre os 46 bispos registrados por Le Quien (Oriens Christianus, Vol. I, 639–56), os mais notáveis são: Teógnis, o primeiro bispo conhecido, excomungado em 325; Anastásio no século VI, Pedro, Teófanes, o Marcado , Inácio, o Diácono  e Gregório Asbestas no século IX; Eustrácio no começo do século XII; e Basílio Bessarion no século XV.

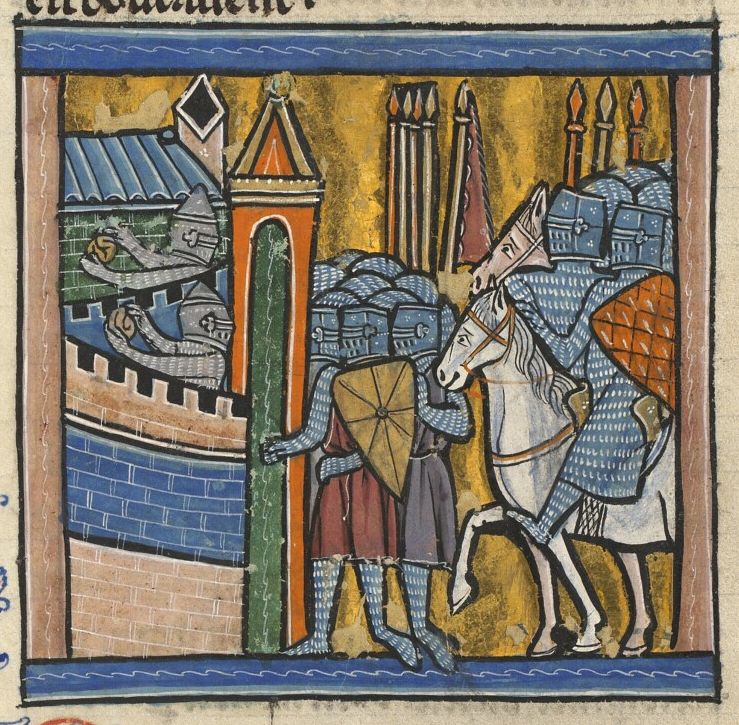
Cerco de Niceia na Primeira Cruzada em iluminura do século XIII

Metrópoles anatólias em 1880

A cidade foi capturada, após longo cerco, pelos turcos otomanos em 1331. A longa resistência da cidade, bem como o êxodo da população grega ortodoxa para os territórios ainda controlados pelos bizantinos e a rápida islamização que se seguiu a conquista (o fenômeno do cripto-cristianismo não obstante) rapidamente diminuiu o elemento grego ortodoxo na população. Já em 1354, quando Gregório Palamas visitou a cidade, ele encontrou a população cristã local muito empobrecida, e num censo parcial de Niceia datando de 1454/1455, apenas setes residências cristãs são registradas. Embora a Bitínia inteira sofreu um rápido declínio do elemento cristão durante e após a conquista muçulmana, por todo o período otomano inicial o patriarcado manteve ativa todas as suas metrópoles do período bizantino — além de Niceia também Nicomédia, Calcedônia e Prussa — um número totalmente desproporcional às realidades demográficas.
Além do desejo de manter existindo sés históricas e prestigiosas como Niceia, esta prática foi muito provavelmente o resultado da proximidade delas com a sede do patriarcado em Constantinopla, o que permitiu que seus bispos administrassem suas dioceses e desempenhassem um papel ativo na administração central da Igreja. Esta prática tornou-se formalizada no século XVIII, quando os bispos das dioceses mais próximas a Constantinopla (ou seja, Bitínia e Trácia Oriental), que tipicamente residiam na capital otomana e eram membros do sínodo permanecente do patriarcado, foram elevados como metropolitanos "velhos" (γέροντες) e formaram um grupo com o poder de checar e aconselhar os patriarcas.
No entanto, como resultado da escassez do elemento cristão em Niceia a sede da metrópole foi transferida para o porto vizinho de Cio, cujo arcebispado local foi consequentemente abolido. A data da transferência é desconhecida, mas pode ter sido tão cedo quanto o começo do século XIV. A igreja local da Dormição (ou Teótoco Pazariotissa, como foi conhecida) serviu como catedral da metrópole ao menos desde sua renovação em 1692. A metrópole experimentou uma revitalização no período otomano tardio, como resultado da ascensão demográfica geral da população ortodoxa (não apenas grega) no período. Pelo começo do século XX, compreendia 26 paróquias, incluindo cristãos falantes de grego, armênio e turco. Segundo o censo (nem sempre confiável) pré-Primeira Guerra Mundial do patriarcado, a metrópole compreendia 33 470 pessoas.